# Borcke

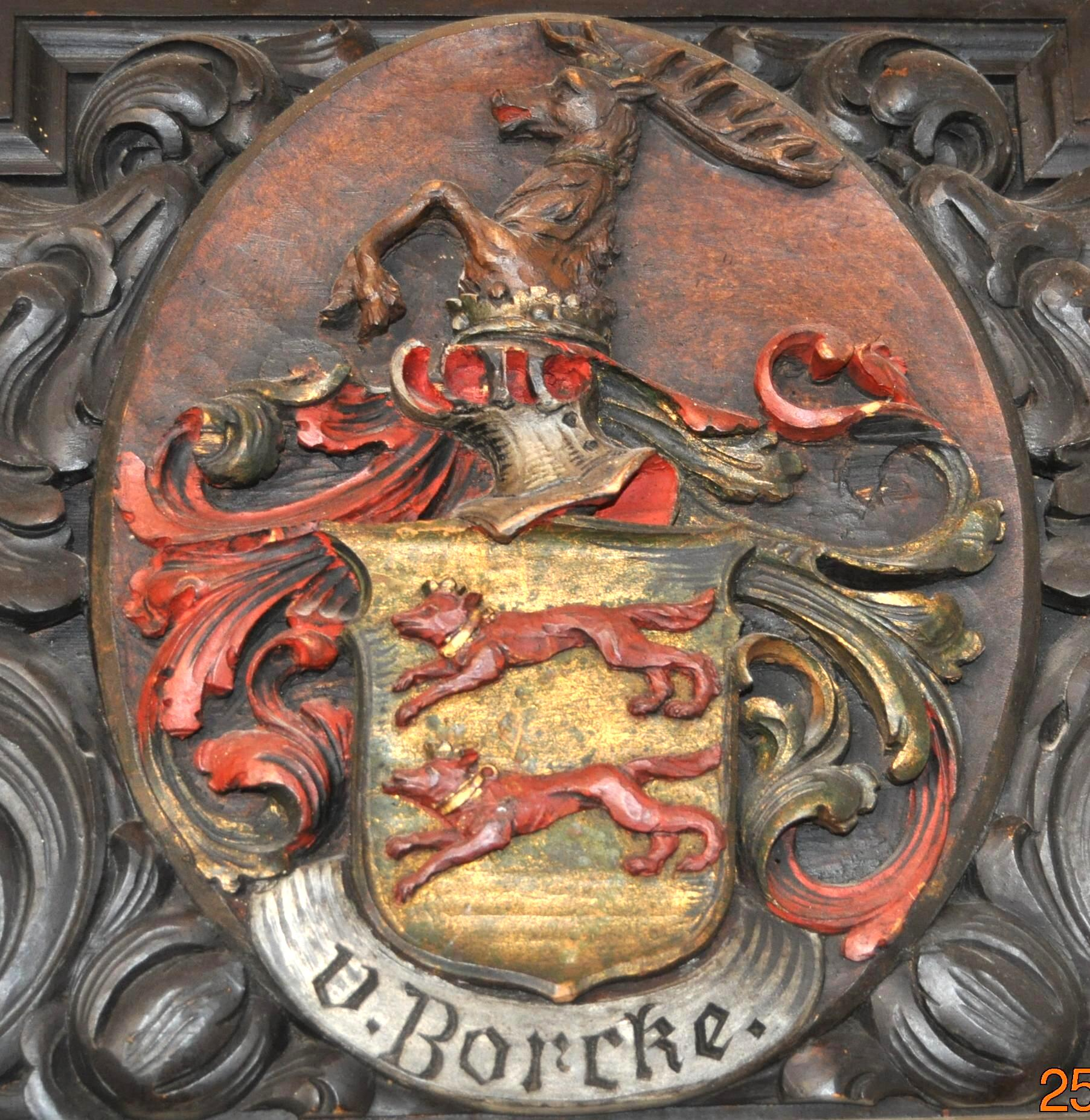
Herb rodowy

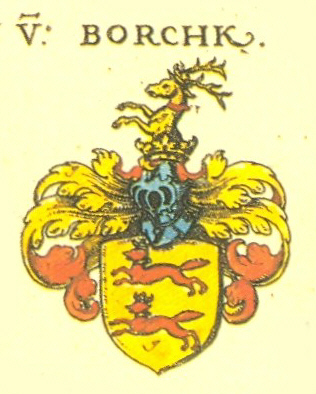
Herb rodu Borków

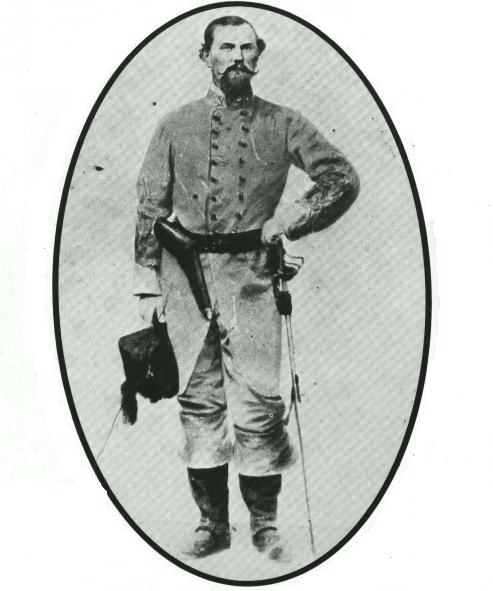
Heros von Borcke – rotmistrz pruskiej kawalerii i podpułkownik Armii Stanów Skonfederowanych

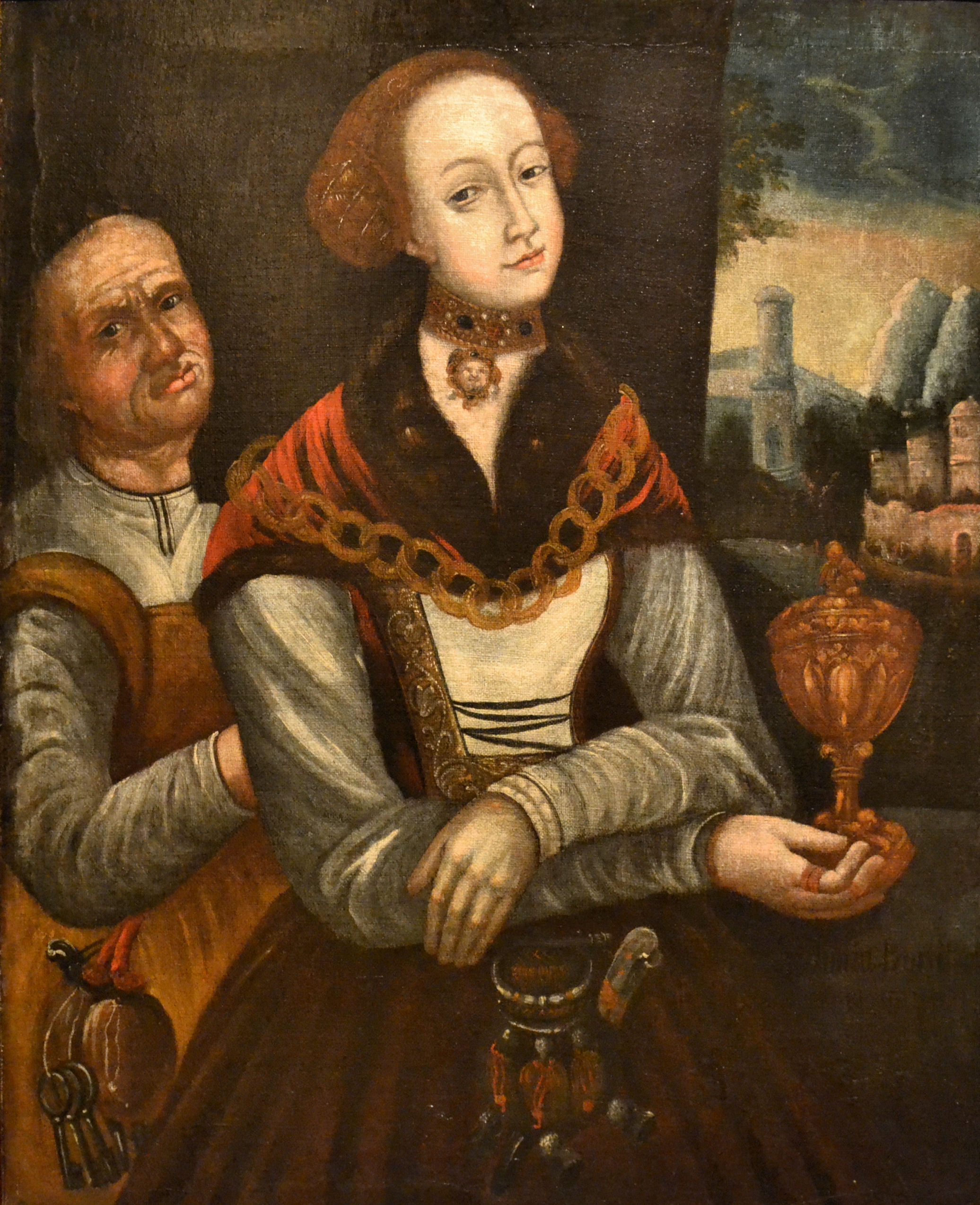
Sydonia von Borck – szlachcianka pomorska, ścięta i spalona na stosie jako czarownica

Ród von Borcke, w polskich opracowaniach także von Borck i Borkowie – zachodniopomorski ród szlachecki.
Najstarsze przekazy dotyczące rodu pochodzą z XII wieku. Za protoplastę rodziny uchodzi Borko I. Zapewne był on, podobnie jak jego syn Przybysław, możnowładcą pochodzenia słowiańskiego służącym książętom pomorskim. Przybysław i jego ojciec znani są z dokumentu z 1186/7, w którym Przybysław nazwany w nim Pribislaus filius Borconis wspomniany został jako świadek sądowy.

## Członkowie rodu
- Borko z Łobza
- Heinrich von Borcke
- Matzko von Borck
- Sydonia von Borck
- Franz Andreas von Borcke
- Karl August Ferdinand von Borcke
- Ernst August Philipp von Borcke
- Wilhelm Friedrich Leopold von Borcke
- Christoph Friedrich Berend von Borcke
- Paul von Borcke
- Adrian Bernhard von Borcke
- Heros von Borcke
- Gottlob Mathias von Borcke
- Ernst Ludwig von Borcke
- Peter Friedrich Christian von Borcke
- Heinrich Gustav von Borcke
- Heinrich Adrian von Borcke
- Wulff von Borcke

## Miejsca
Miejsca związane z rodem Borków:
- Altwigshagen
- Annenhof bei Lübs
- Auerose
- Babieniec
- Barzkowice
- Biała Góra (powiat świdwiński)
- Bonin (powiat łobeski)
- Demitz/Anklam
- Giżyno (województwo zachodniopomorskie)
- Heinrichshof/Lübs
- Hohensee bei Wolgast
- Krienke
- Lesięcin
- Łobez
- Łobżany
- Międzyborze (województwo zachodniopomorskie)
- Pęzino
- Plattenrode/Kochanowo (województwo pomorskie)
- Płutniki
- Regezow
- Rekowo (powiat łobeski)
- Resko
- Rogowo (powiat łobeski)
- Rzesznikowo
- Sanatorium Borkowo w Połczynie-Zdroju
- Siedlice (powiat łobeski)
- Sobiemyśl
- Starogard
- Strzmiele
- Suchań
- Suckow (Uznam)
- Tołkiny
- Warnikajmy
- Wysiedle
- Zajezierze (województwo zachodniopomorskie)
- Zamek w Złocieńcu
- Kościół Wniebowzięcia Najświętszej Maryi Panny w Złocieńcu